# Specie di Helichrysum
Elenco delle specie di Helichrysum

## A

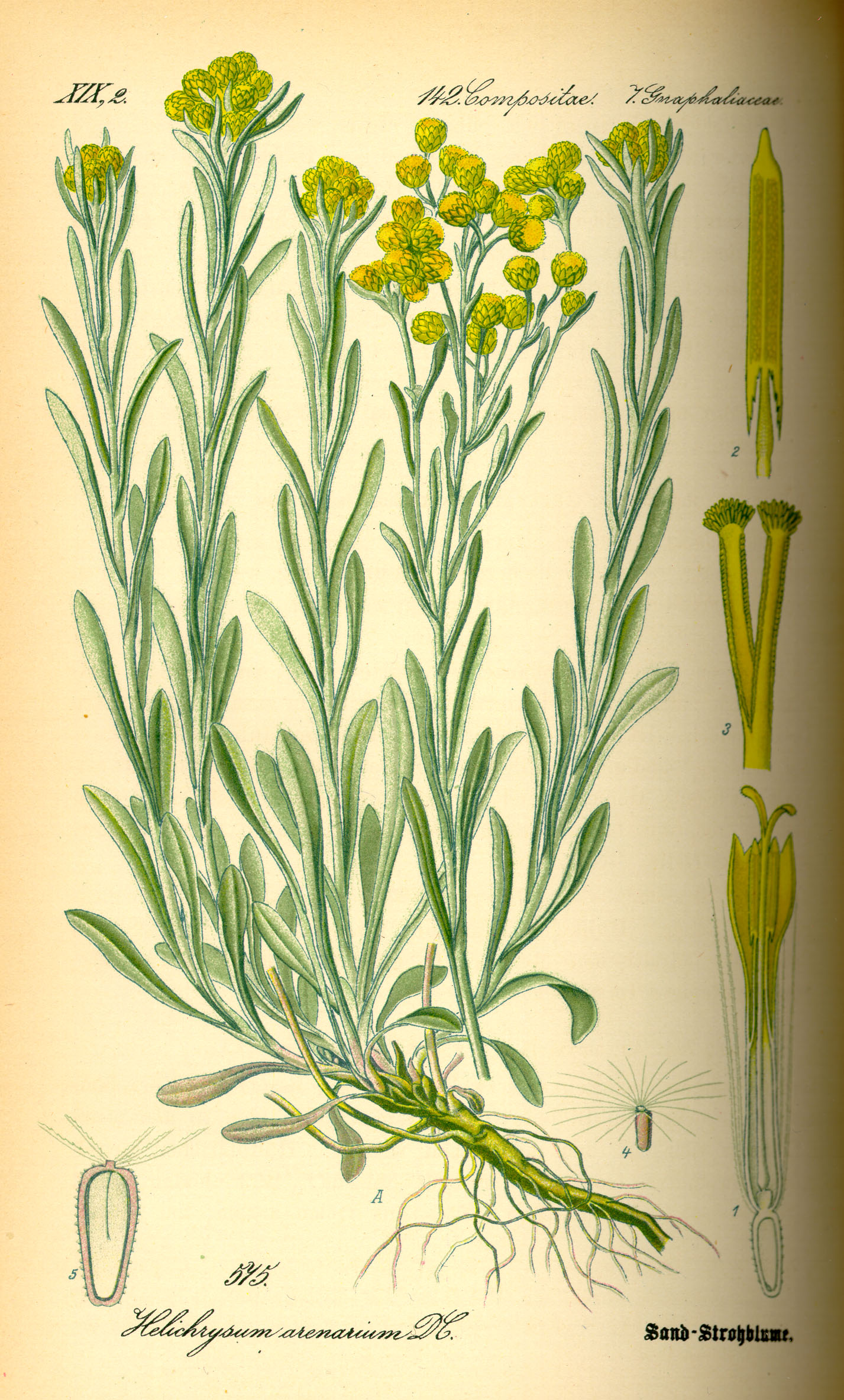
Helichrysum arenarium

- Helichrysum abbayesii Humbert, 1958
- Helichrysum abietifolium Humbert, 1923
- Helichrysum abietifolium ssp. abietifolium
- Helichrysum abietifolium ssp. gracilifolium Humbert, 1960
- Helichrysum abietinum O.Hoffm., 1901
- Helichrysum abyssinicum Sch. Bip. ex Hochst., 1845
- Helichrysum acanthophorum R.E. Fr., 1928
- Helichrysum acervatum S.Moore, 1911
- Helichrysum achyroclinoides Baker, 1890
  - Helichrysum achyroclinoides subvar. achyroclinoides
  - Helichrysum achyroclinoides subvar. auriculatum Humbert, 1962
  - Helichrysum achyroclinoides var. auriculatum Humbert, 1923
  - Helichrysum achyroclinoides var.bicolor Humbert, 1948
  - Helichrysum achyroclinoides subvar. latifolium Humbert, 1962
  - Helichrysum achyroclinoides var. "latifolium" Humbert, 1923
- Helichrysum acrophilum Bolus
- Helichrysum acuminatum DC., 1838
- Helichrysum acutatum DC., 1838
  - Helichrysum acutatum var. acutatum
  - Helichrysum acutatum var. rhombifolium Moeser, 1910
- Helichrysum adenocarpum DC.
  - Helichrysum adenocarpum ssp. adenocarpum
  - Helichrysum adenocarpum ssp. ammophilum Hilliard
- Helichrysum adhaerens (Bojer ex DC.) R. Vig. & Humbert, 1914
  - Helichrysum adhaerens ssp. adhaerens
  - Helichrysum adhaerens ssp. delicatissimum Humbert, 1955
  - Helichrysum adhaerens var. intermedium R. Vig. & Humbert, 1914
  - Helichrysum adhaerens ssp. intravestitum Humbert, 1955
  - Helichrysum adhaerens var. leiophyllum Humbert, 1923
  - Helichrysum adhaerens var. subulatum Humbert, 1962
  - Helichrysum adhaerens ssp. summijejyanum Humbert, 1955
  - Helichrysum adhaerens var.tsaratananae Humbert, 1941
- Helichrysum adolfi-fridericii Moeser, 1910
- Helichrysum adscendens (Thunb.) Less.
- Helichrysum adscendens sensu Moeser
- Helichrysum adscendens var. "cephaloideum" (DC.) Moeser
- Helichrysum aggregatum Yeo
- Helichrysum agrostophilum Klatt
  - Helichrysum agrostophilum var. "nemorosum" Bolus
- Helichrysum albanense Hilliard
- Helichrysum albertense Hilliard, 1983
- Helichrysum albicans A.Cunn.
- Helichrysum albiflorum Moeser, 1910
- Helichrysum albilanatum Hilliard
- Helichrysum albirosulatum Killick
- Helichrysum albo-brunneum S.Moore
- Helichrysum album N.E. Br.
- Helichrysum alismatifolium Moeser, 1910
- Helichrysum alleizettei  Gand., 1913
- Helichrysum allioides Less., 1832
- Helichrysum alpinum  N.A. Wakef., 1951
- Helichrysum alpinum  Cockayne, 1928 (?)
- Helichrysum alsinoides DC.
- Helichrysum alticolum Bolus, 1907
  - Helichrysum alticolum var. alticolum
  - Helichrysum alticolum var. montanum Bolus, 1907
- Helichrysum altigenum Schltr. &   Moeser, 1910
- Helichrysum alucense J. Garcia-Casanova, S. Scholz & E. Hernandez, 1995
- Helichrysum ambiguum Turcz.
  - Helichrysum ambiguum ssp. vinaceum Haegi
- Helichrysum amblyphyllum Mattf., 1924
- Helichrysum amboense Schinz
- Helichrysum ambondrombeense Humbert, 1948
- Helichrysum ambositrense Humbert, 1958
- Helichrysum ammitophilum Hilliard
- Helichrysum amoenum Moeser, 1910
- Helichrysum amplectens Hilliard
- Helichrysum amplexicaule Baker, 1886(1887)
- Helichrysum amplexicaule Baker, 1883 (?)
- Helichrysum anaxetonoides Schltr. &   Moeser, 1910
- Helichrysum andersoniense Burtt Davy
- Helichrysum andohahelense Humbert, 1941
- Helichrysum angavense Humbert, 1941
- Helichrysum angustifrondeum S.Moore, 1913
- Helichrysum anomalum Less.
  - Helichrysum anomalum var. anomalum
  - Helichrysum anomalum var. ovatum Harv.
  - Helichrysum anomalum var.turbinatum Harv.
- Helichrysum antandroi Scott-Elliot, 1891
- Helichrysum anthemoides Sieber ex Spreng., 1826
- Helichrysum antunesii Volkens O.Hoffm., 1902
  - Helichrysum antunesii var. antunesii
  - Helichrysum antunesii var. latifolium C.D. Adams, 1956
- Helichrysum aphelexioides DC., 1837
- Helichrysum appendiculatum (L. f.) Less., 1832
- Helichrysum araneosum Baker, 1886(1887)
- Helichrysum araxinum Takht. ex Kirp.
- Helichrysum archeri Compton
- Helichrysum arctioides Turcz.
- Helichrysum arctotidifolium  S.Moore, 1916
- Helichrysum arenarium (L.) Moench, 1794
- Helichrysum arenarium (L.) DC., 1805 (?)
  - Helichrysum arenarium var. "kokanicum" Regel & Schmalh., 1882
  - Helichrysum arenarium ssp. rubicundum (C. Koch) P. H. Davis & Kupicha
- Helichrysum arenicola M.D. Henderson
- Helichrysum aretioides Thell.
- Helichrysum argenteum  Thunb.
- Helichrysum argentissimum J.M. Wood
- Helichrysum argyranthum O.Hoffm.
- Helichrysum argyrochlamys Humbert, 1941
- Helichrysum argyrolepis Macowan
- Helichrysum argyrophyllum DC., 1837
- Helichrysum argyrosphaerum DC., 1838
- Helichrysum armatum Dinter ex Merxm.
- Helichrysum armenium DC.
  - Helichrysum armenium ssp. araxinum (Takht. ex Kirp.) Takht.
- Helichrysum aromaticum Dinter
- Helichrysum artemisioides var. davisianum (Rech. f.) Parsa, 1980
- Helichrysum arwae J.R.I.Wood
- Helichrysum asperifolium Moeser
- Helichrysum asperum (Thunb.) Hilliard & Burtt
  - Helichrysum asperum var. albidulum (DC.) Hilliard, 1983
  - Helichrysum asperum var. appressifolium (Moeser) Hilliard
  - Helichrysum asperum var. asperum
  - Helichrysum asperum var. comosum (Schultz-Bip.) Hilliard
  - Helichrysum asperum var. glabrum Hilliard
- Helichrysum athrixiifolium (Kuntze) Moeser
- Helichrysum attenuatum Humbert, 1923
  - Helichrysum attenuatum var. attenuatum
  - Helichrysum attenuatum var. aureum Humbert, 1941
  - Helichrysum attenuatum var. concolor Humbert, 1941
  - Helichrysum attenuatum var. lacteum Humbert, 1941
- Helichrysum aurantiacum Boiss. & Huet
- Helichrysum aureofolium Hilliard
- Helichrysum aureolum Hilliard
- Helichrysum aureonitens Sch. Bip., 1844
- Helichrysum aureum (Houtt.) Merr., 1938
  - Helichrysum aureum var. argenteum Hilliard
  - Helichrysum aureum var. aureum
  - Helichrysum aureum var. candidum Hilliard
  - Helichrysum aureum var. monocephalum (DC.) Hilliard
  - Helichrysum aureum var. scopulosum (M. D. Henderson) Hilliard
  - Helichrysum aureum var. serotinum Hilliard
- Helichrysum auriceps Hilliard
- Helichrysum auriculatum sensu Oliv. & Hiern
- Helichrysum auriculatum Less.
  - Helichrysum auriculatum var. auriculatum
  - Helichrysum auriculatum var. panduratum Harv.
- Helichrysum auronitens Sch. Bip., 1844

## B
- Helichrysum bachmannii Klatt

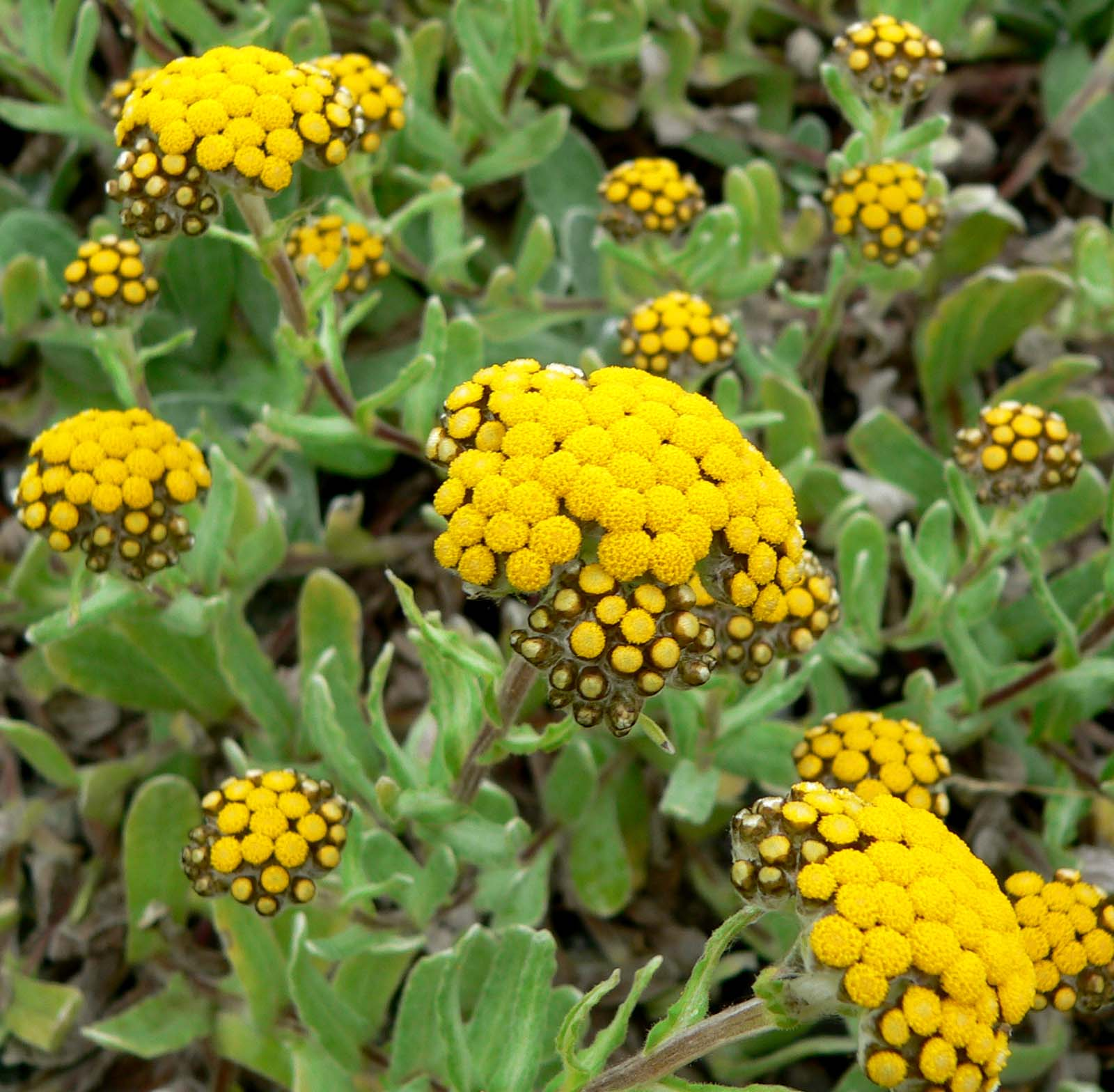
Helichrysum basalticum

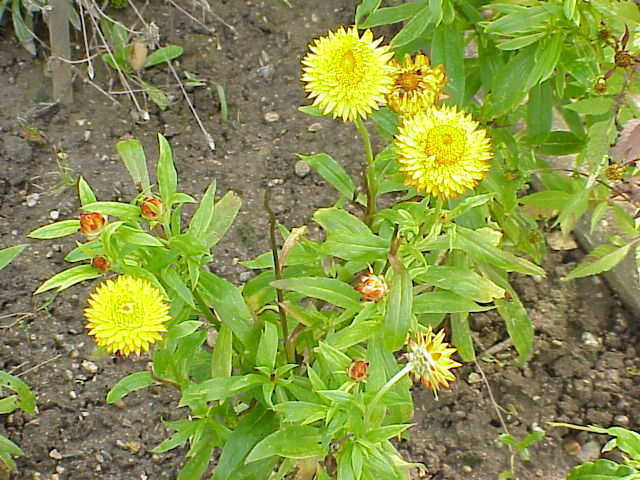
Helichrysum bracteatum

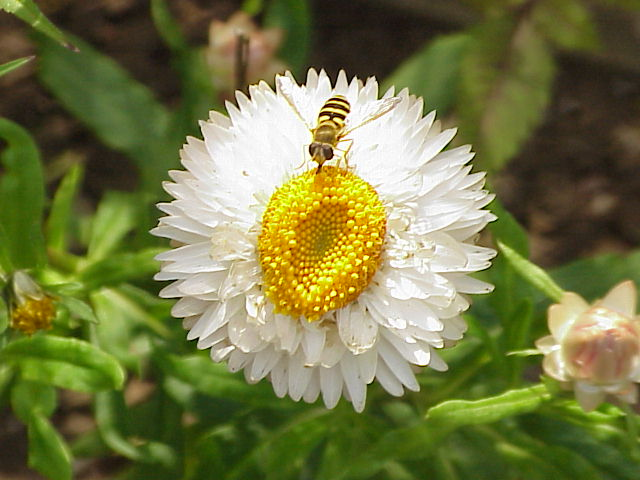
Helichrysum bracteatum

- Helichrysum backhousei var. kingii W.M. Curtis
- Helichrysum backhousei var. oreophilum W.M. Curtis
- Helichrysum bakeri Humbert, 1923
- Helichrysum bampsianum Lisowski, 1986
- Helichrysum baronii Humbert, 1923
- Helichrysum barorum Humbert, 1930
- Helichrysum basalticum Hilliard
- Helichrysum baxteri A.Cunn. ex DC., 1838
- Helichrysum bellidiastrum Moeser
- Helichrysum bellidioides
- Helichrysum bellum Hilliard
- Helichrysum benguellense Hiern
  - Helichrysum benguellense var. latifolium S.Moore ex Moeser
- Helichrysum benoistii Humbert, 1955
- Helichrysum benthamii R. Vig. &   Humbert, 1914
  - Helichrysum benthamii var. benthamii
  - Helichrysum benthamii subvar. Stenocladum (Baker) Humbert, 1962
  - Helichrysum benthamii var. stenocladum (Baker) Humbert, 1923
  - Helichrysum benthamii var. villosum R. Vig. &   Humbert, 1914
- Helichrysum betsiliense Klatt, 1890
- Helichrysum biafranum Hook. f., 1862
- Helichrysum bicolor Lindl.
- Helichrysum bidwillii Benth.
- Helichrysum bilobum Wakef.
- Helichrysum blackallii Burb.
- Helichrysum boiteaui Humbert, 1938
- Helichrysum bojerianum DC., 1837
- Helichrysum bolusianum Moeser
- Helichrysum bracteatum (Vent.) Haw., 1805
- Helichrysum bracteiferum (DC.) Humbert, 1923
  - Helichrysum bracteiferum ssp. andringitranum Humbert, 1923
  - Helichrysum bracteiferum ssp. bracteiferum
  - Helichrysum bracteiferum ssp. tsaratananense Humbert, 1923
- Helichrysum brassii Brenan, 1954
  - Helichrysum brassii var. brassii
  - Helichrysum brassii var. tenellum Brenan
- Helichrysum brevifolium Humbert, 1923
- Helichrysum brownei S.Moore, 1916
- Helichrysum brunioides Moeser, 1910
  - Helichrysum brunioides ssp. brunioides
  - Helichrysum brunioides ssp. recurvifolium Lisowski, 1985
- Helichrysum brunneum Burtt Davy
- Helichrysum buchananii Engl.
- Helichrysum buddleoides DC.
- Helichrysum bullatum Baker, 1883
- Helichrysum bullulatum S.Moore, 1906

## C

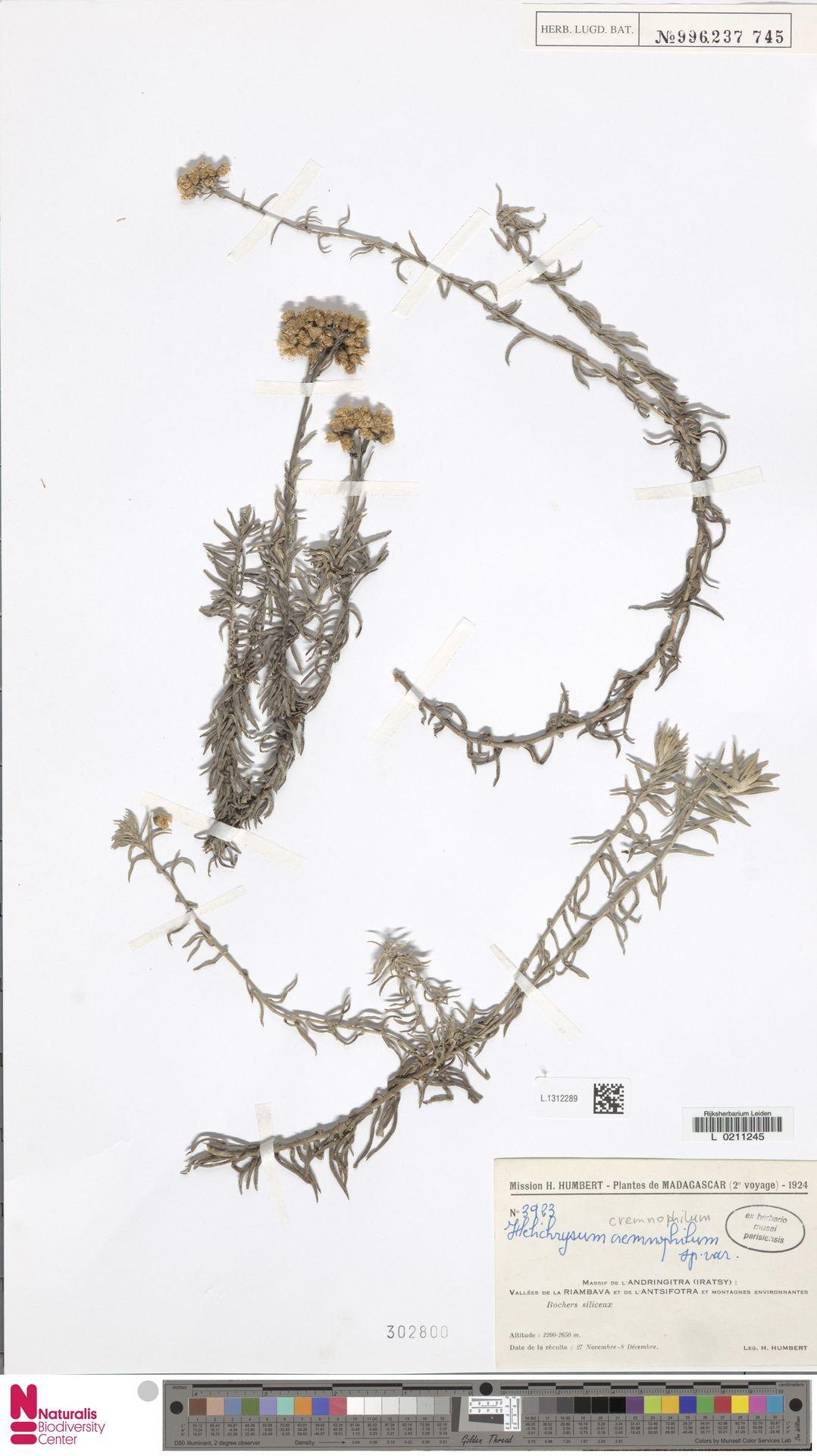
Helichrysum cremnophilum Humbert subsp. cremnophilum, campione d'erbario. Isotype, Madagascar 1924

- Helichrysum caespititium (DC.) Harv., 1865
- Helichrysum callichrysum DC.
- Helichrysum callicomum Harv., 1864-1865
- Helichrysum callunoides Sch. Bip., 1844
- Helichrysum calocephalum Klatt
- Helichrysum calocephalum Schltr.(?)
- Helichrysum calocladum Humbert, 1923
  - Helichrysum calocladum var.calocladum
  - Helichrysum calocladum var.multiradiatum Humbert, 1941
- Helichrysum cameroonense Hutch. & Dalziel, 1931
- Helichrysum campaneum S.Moore
- Helichrysum campanulatum Humbert, 1923
- Helichrysum camusianum Humbert, 1955
- Helichrysum candolleanum H. Buek, 1840
- Helichrysum candollei (Bojer ex DC.) R. Vig. &   Humbert, 1914
- Helichrysum capense Hilliard
- Helichrysum capillaceum (Thunb.) Less.
  - Helichrysum capillaceum var. diffusum DC.
  - Helichrysum capillaceum var. erectum DC.
- Helichrysum capitellatum (Thunb.) Less.
- Helichrysum cassinioides Benth.
- Helichrysum cassiope S.Moore
- Helichrysum catadromum Wakef.
- Helichrysum cataractarum Beentje, 2000
- Helichrysum catipes (DC.) Harv.
- Helichrysum cephaloideum DC.
- Helichrysum cephalotrichum Humbert, 1923
- Helichrysum cerastioides DC.
  - Helichrysum cerastioides var.aurosicum Merxm. & A. Schreib.
  - Helichrysum cerastioides var.cerastioides
  - Helichrysum cerastioides var.gracile Moeser, 1910
- Helichrysum ceres S.Moore, 1902
- Helichrysum chamaeyucca Humbert, 1955
- Helichrysum chermezonii Humbert, 1923
- Helichrysum chilense Phil.
- Helichrysum chionoides Philipson, 1937
- Helichrysum chionosphaerum DC.
- Helichrysum chlorochrysum DC., 1838
- Helichrysum chrysargyrum Moeser, 1910
- Helichrysum chrysocephalum Sch. Bip. ex A. Rich., 1848
- Helichrysum chrysocoma Sch. Bip. ex A. Rich., 1848
- Helichrysum chrysophorum S.Moore, 1906
- Helichrysum chrysosphaerum Boiss. ex Boiss.
- Helichrysum chrysosphaerum Schltr. ex Moeser, 1910 (?)
- Helichrysum cirrhosum DC., 1837
- Helichrysum citricephalum Hilliard & Burtt
- Helichrysum citrinum Less.
- Helichrysum citrispinum Delile, 1843
  - Helichrysum citrispinum var. citrispinum
  - Helichrysum citrispinum var. hoehnelii (Schweinf.) Schweinf. & Hedberg, 1957
- Helichrysum coactum M.D. Hend., 1954
- Helichrysum coarctatum Humbert, 1923
- Helichrysum cochleariforme DC.
- Helichrysum comosum Sch. Bip., 1844
- Helichrysum concinnum N.E. Br.
- Helichrysum concretum Baker, 1882
- Helichrysum conditum Wakef.
- Helichrysum confertifolium Klatt
- Helichrysum confertum N.E. Br.
- Helichrysum congolanum Schltr. & O.Hoffm., 1903
- Helichrysum cooperi Harv., 1865
- Helichrysum cordatum DC.
- Helichrysum cordifolium DC., 1837
  - Helichrysum cordifolium var.leucocephalum Baker, 1882
- Helichrysum coriaceum Harv., 1865
- Helichrysum coriaceum (DC.) Harv. (?)
- Helichrysum corymbiforme Opperm. ex Katina
- Helichrysum costatifructum R.V. Sm.
- Helichrysum coursii Humbert, 1959
- Helichrysum crassifolium (auctt., non (l.)) D. Don
- Helichrysum cremnophilum Humbert, 1959
  - Helichrysum cremnophilum ssp. cremnophilum
  - Helichrysum cremnophilum ssp. triplinervoides Humbert, 1959
- Helichrysum crispomarginatum Baker, 1890
- Helichrysum crispum (L.) D. Don
  - Helichrysum crispum (auctt. non (l.)) D. Don
  - Helichrysum crispum var. citrinum Harv.
  - Helichrysum crispum var. crispum
  - Helichrysum crispum var. rustii Moeser, 1910
- Helichrysum cryptomerioides Baker, 1883
- Helichrysum cuneifolium Benth.
- Helichrysum cuspidatum M. Tadesse & T. Reilly, 1995
- Helichrysum cylindricum D. Don
- Helichrysum cylindriflorum (L.) Hilliard & Burtt
- Helichrysum cymosum (L.) Less., 1832
- Helichrysum cymosum (L.) D. Don (?)
  - Helichrysum cymosum ssp. calvum Hilliard
  - Helichrysum cymosum ssp. cymosum
  - Helichrysum cymosum ssp. fruticosum (Forssk.) Hedberg, 1957

## D
- Helichrysum damarense O.Hoffm., 1889
- Helichrysum danae  S.Moore
- Helichrysum danguyanum Humbert, 1923
- Helichrysum dasyanthum (Willd.) Sweet
- Helichrysum dasycephalum O.Hoffm., 1910
- Helichrysum dasymallum Hilliard, 1973
- Helichrysum davenportii F. Muell.
- Helichrysum davisianum Rech. f.
- Helichrysum davyi  S.Moore
- Helichrysum decaryi Humbert, 1940
- Helichrysum decaryi var. bullatifolium Humbert, 1940
- Helichrysum decaryi var. decaryi
- Helichrysum decaryi var. montis-papangae Humbert, 1940
- Helichrysum declinatum (L. f.) Less.
- Helichrysum decorum DC., 1838
- Helichrysum decrescentisquamatum Humbert, 1955
- Helichrysum decumbens Cambess.
- Helichrysum delicatum Humbert, 1923
- Helichrysum deltoideum Humbert, 1923
- Helichrysum dendroideum Wakef.
- Helichrysum densiflorum Oliv.
- Helichrysum densiflorum var. pleianthum O.Hoffm., 1902
- Helichrysum deserticola Hilliard, 1983
- Helichrysum detersum Steud., 1840
- Helichrysum devium J. Y. Johnson
- Helichrysum devredii Lisowski, 1986
- Helichrysum dichotomum Humbert, 1930
- Helichrysum dichroolepis Brenan
- Helichrysum dichroum Humbert, 1923
- Helichrysum difficile Hilliard, 1982
- Helichrysum diffusum DC.
- Helichrysum dilucidum  S.Moore, 1906
- Helichrysum dimorphotrichum Humbert, 1930
- Helichrysum dimorphum  Cockayne
- Helichrysum Dinteri  S.Moore, 1904
- Helichrysum Dinteri var. obtusum  S.Moore
- Helichrysum diosmifolium (Vent.) Sweet
- Helichrysum diotoides DC., 1837
- Helichrysum diotophyllum F. Muell., 1866
- Helichrysum doerfleri Rech. f.
- Helichrysum dracaenifolium Humbert, 1923
- Helichrysum dracaenifolium subvar. oblanceolatum Humbert, 1955
- Helichrysum drakensbergense  KILLICK
- Helichrysum dregeanum SOND. & Harv.
- Helichrysum dubardii R. Vig. &   Humbert, 1914
- Helichrysum dunense Hilliard
- Helichrysum duvigneaudii Lisowski, 1986
- Helichrysum dykei Bolus

## E
- Helichrysum ecklonis Sond.
- Helichrysum edwardsii Wild
- Helichrysum elegantissimum DC.
- Helichrysum ellipticifolium Moeser, 1910
- Helichrysum emirnense DC., 1837
- Helichrysum empetroides Humbert, 1923
- Helichrysum engelianum Dinter
- Helichrysum engleri O.Hoffm., 1895
- Helichrysum epapposum Bolus
- Helichrysum epapposum var. epapposum
- Helichrysum epapposum var. robustum Bolus
- Helichrysum ephelos Hilliard
- Helichrysum eremaeum Haegi
- Helichrysum ericeteum W.M. Curtis
- Helichrysum erici-rosenii R.E. Fr., 1928
- Helichrysum ericifolium Baker, 1890
- Helichrysum ericifolium var. albidulum DC.
- Helichrysum ericifolium var. appressifolium Moeser
- Helichrysum ericifolium var. laxum (DC.) Harv.
- Helichrysum ericifolium var. lineare sensu Harv.
- Helichrysum ericifolium var. metalasioides (DC.) Harv.
- Helichrysum ericoides (Lam.) Pers.
- Helichrysum erigavoanum Mesfin Tadesse & T. Reilly, 1995
- Helichrysum eriocephalum J. H. Willis
- Helichrysum eriophorum Conrath
- Helichrysum ernestianum DC.
- Helichrysum erosum Harv.
- Helichrysum erosum Schltdl., 1847
- Helichrysum erubescens Hilliard
- Helichrysum excisum (Thunb.) Less.
- Helichrysum expansum (Thunb.) Less.

## F
- Helichrysum faradifani Scott-Elliot, 1891
- Helichrysum farinosum Baker, 1886(1887)
- Helichrysum fasciculatum (Andr.) Willd.
- Helichrysum fastigiatum Harv.
- Helichrysum felinum Less.
- Helichrysum ferrugineum (Labill.) Less.
- Helichrysum filagineum DC.
- Helichrysum filaginoides (DC.) Humbert, 1923
- Helichrysum flagellare Baker, 1883
- Helichrysum flammeiceps Brenan, 1954
- Helichrysum flanaganii Bolus
- Helichrysum flavum Burtt Davy
- Helichrysum fleckii  S.Moore
- Helichrysum fleckii var. dinteri (S.Moore) Merxm. & Schreiber
- Helichrysum fleckii var. fleckii
- Helichrysum floccosum Klatt
- Helichrysum foetidum (L.) Moench, 1794
- Helichrysum foetidum var. aureifolium
- Helichrysum foetidum var. foetidum
- Helichrysum foetidum var. latifolium De Wild., 1929
- Helichrysum foetidum var. microcephalum A. Rich., 1847
- Helichrysum foliosum Humbert, 1923
- Helichrysum formosissimum Sch. Bip., 1845
- Helichrysum formosissimum var. formosissimum
- Helichrysum formosissimum var. guilelmii (Engl.) Mesfin, 1992
- Helichrysum forskahlii (J.F. Gmel.) Hilliard & B.L. Burtt, 1980
- Helichrysum forskahlii var. compactum (Vatke) Mesfin, 1992
- Helichrysum forskahlii var. forskahlii
- Helichrysum forsythii Humbert, 1923
- Helichrysum fourcadei Hilliard
- Helichrysum fruticans (L.) D. Don
- Helichrysum fruticosum (Forssk.) Vatke, 1875
- Helichrysum fruticosum var. compactum Vatke, 1875
- Helichrysum fruticosum var. fruticosum
- Helichrysum fruticosum var. majus Moeser, 1910
- Helichrysum fulgens Humbert & Staner, 1936
- Helichrysum fulgidum (L. f.) Willd.
  - Helichrysum fulgidum var. angustifolium DC.
  - Helichrysum fulgidum var. fulgidum
  - Helichrysum fulgidum var. heterotrichum D.
  - Helichrysum fulgidum var. monocephalum DC.
  - Helichrysum fulgidum var. nanum DC.
  - Helichrysum fulgidum var. subnudatum DC.
- Helichrysum fulvellum Harv.
- Helichrysum fulvescens DC., 1837
  - Helichrysum fulvescens var. fulvescens
  - Helichrysum fulvescens subvar. pallidum Humbert, 1962
  - Helichrysum fulvescens var. patulum (Baker) Humbert, 1923
- Helichrysum fulvum N.E. Br.

## G
- Helichrysum gaharoense Moeser & Schltr., 1914
- Helichrysum galbanum  S.Moore, 1905
- Helichrysum galpinii Schltr. &   Moeser, 1910
- Helichrysum galpinii N.E. Br. (?)
  - Helichrysum galpinii var. galpinii
  - Helichrysum galpinii var. tenuis Burtt Davy
- Helichrysum gariepinum DC.
- Helichrysum gazense  S.Moore
- Helichrysum geayi Humbert, 1923
- Helichrysum geminatum Klatt, 1892
- Helichrysum gemmiferum Bolus
- Helichrysum geniorum Humbert, 1955
- Helichrysum gerberifolium Sch. Bip. ex A. Rich., 1848
- Helichrysum gerrardii Harv., 1865
- Helichrysum glaciale Hilliard
- Helichrysum globosum A. Rich., 1848
  - Helichrysum globosum var. globosum
  - Helichrysum globosum var. rhodochlamys Vatke, 1875
- Helichrysum glomeratum Klatt, 1896
- Helichrysum gloria-dei Chiov., 1935
- Helichrysum glossophyllum Humbert, 1941
- Helichrysum glumaceum DC., 1838
- Helichrysum glutinosum A. Braun, 1841
- Helichrysum gnaphalioides Kunth, 1820 [1818]
- Helichrysum goetzeanum O.Hoffm., 1902
- Helichrysum gossypinum Webb
- Helichrysum gracilifolium Humbert, 1923
- Helichrysum gradatum Humbert, 1923
- Helichrysum grandibracteatum M.D. Hend., 1954
- Helichrysum grandiflorum (L.) D. Don
- Helichrysum graveolens (Bieb.) Sweet
- Helichrysum griseolanatum Hilliard
- Helichrysum griseum Sond.
- Helichrysum guilelmii Engl.
- Helichrysum gymnocephalum (DC.) Humbert, 1923
- Helichrysum gymnocomum DC., 1837

## H

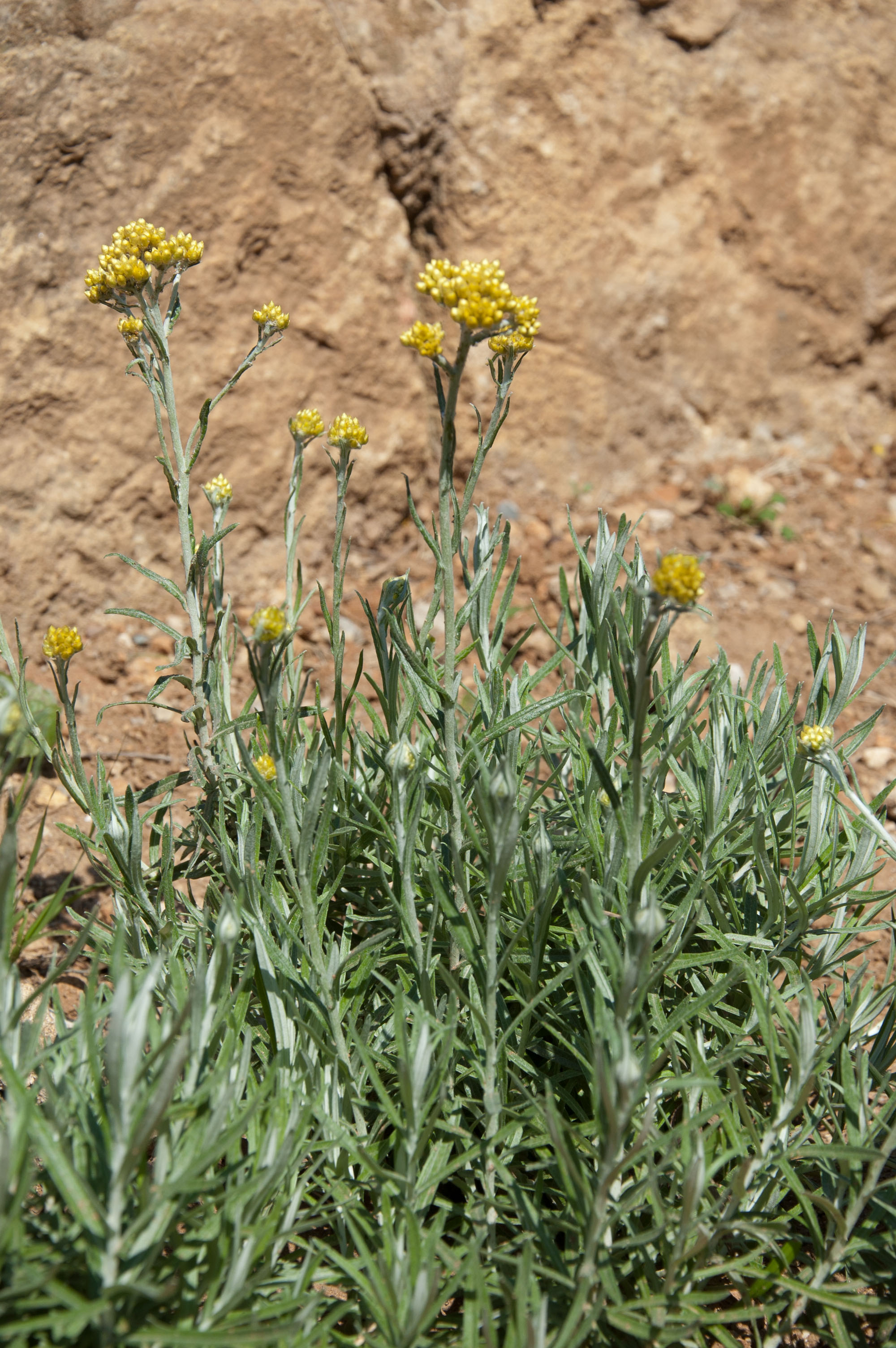
Helichrysum hyblaeum

- Helichrysum hamulosum E. Meyer ex DC., 1837
- Helichrysum harennense Mesfin, 1993
- Helichrysum harveyanum Wild
- Helichrysum haygarthii Bolus
- Helichrysum hebelepis DC.
- Helichrysum hedbergianum Mesfin Tadesse & T. Reilly, 1995
- Helichrysum heldreichii Boiss.
- Helichrysum helianthemifolium (L.) D. Don
- Helichrysum helodes Hiern
- Helichrysum helothamnus Moeser, 1910
  - Helichrysum helothamnus var. helothamnus
  - Helichrysum helothamnus var. majus (Moeser) Lisowski, 1989
- Helichrysum helvolum Moeser, 1910
- Helichrysum herbaceum (Andrews) Sweet, 1827
- Helichrysum herniarioides DC.
- Helichrysum heterolasium Hilliard
- Helichrysum heterotrichum Humbert, 1923
- Helichrysum hirtum Humbert, 1923
  - Helichrysum hirtum var. hirtum
  - Helichrysum hirtum var. sciaphilum Humbert, 1962
- Helichrysum hochstetteri (Sch. Bip. ex A. Rich.) Hook. f., 1862
- Helichrysum hoehnelii Schweinf., 1892
- Helichrysum hoepfnerianum Vatke, 1896
- Helichrysum homilochrysum S.Moore
- Helichrysum hookeri var. expansifolium Morris & Willis
- Helichrysum hookerianum Wight & Arn. ex DC.
- Helichrysum horridum Sch. Bip., 1845
- Helichrysum humblotii Klatt, 1892
- Helichrysum humile (Andr.) Less.
- Helichrysum hutchinsonii Phill.
- Helichrysum hyblaeum Brullo
- Helichrysum hyphocephalum Hilliard
- Helichrysum hypnoides (DC.) R. Vig. & Humbert, 1914
- Helichrysum hypoleucum Harv.

## I

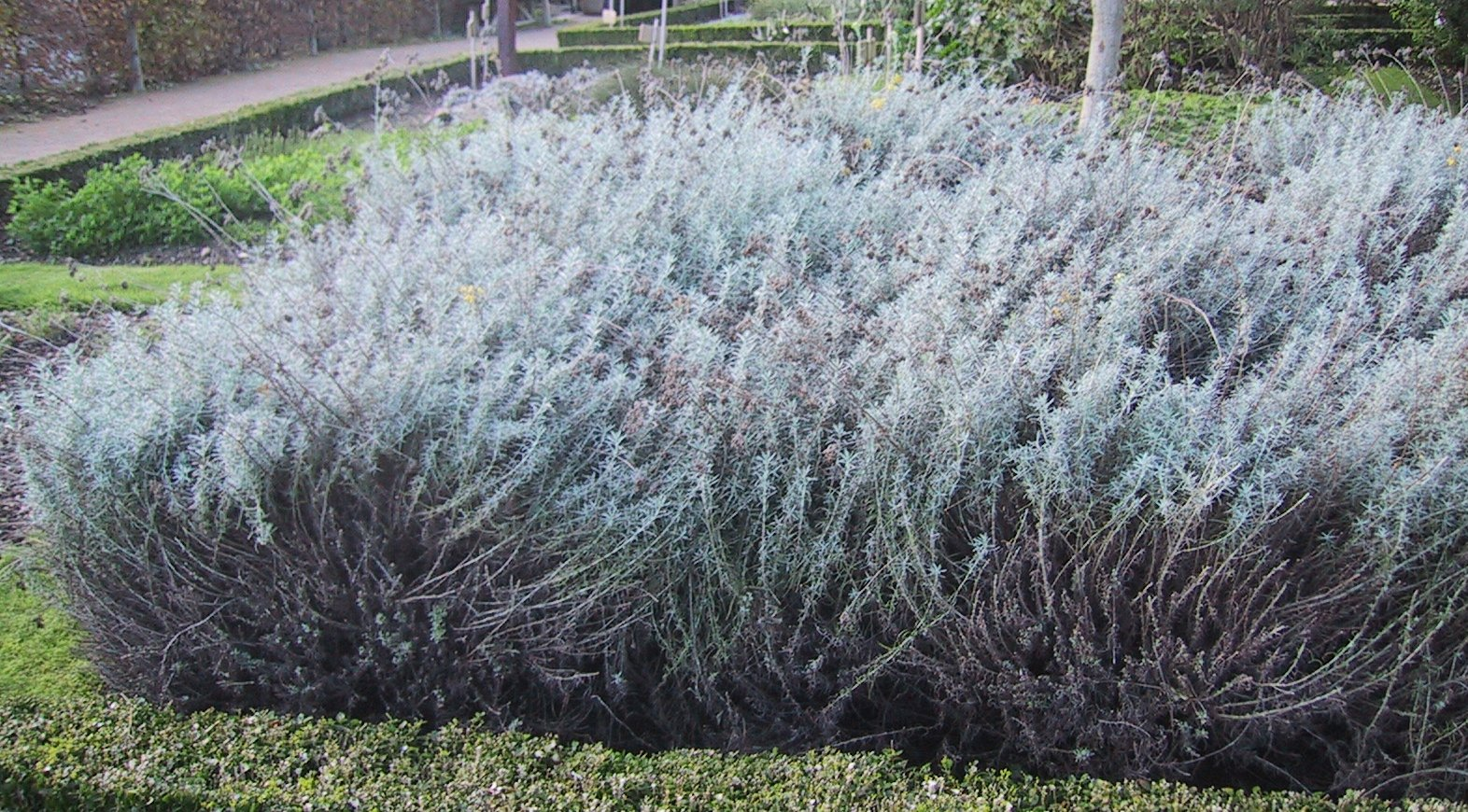
Helichrysum italicum

- Helichrysum ibityense R. Vig. &   Humbert, 1914
  - Helichrysum ibityense var. elongatum R. Vig. &   Humbert, 1914
  - Helichrysum ibityense var. ibityense
- Helichrysum imbricatum (L.) Less.
- Helichrysum incarnatum DC.
- Helichrysum indicum (L.) Grierson, 1971
- Helichrysum indutum Humbert, 1958
- Helichrysum inerme Moeser, 1910
  - Helichrysum inerme var. brachycladum Moeser, 1910
  - Helichrysum inerme var. inerme
- Helichrysum infaustum Wood & Evans, 1897
  - Helichrysum infaustum var. discolor Moeser, 1910
  - Helichrysum infaustum var. infaustum
- Helichrysum infuscum Burtt Davy
- Helichrysum ingomense Hilliard
- Helichrysum inornatum Hilliard & Burtt
- Helichrysum interjacens Hilliard
- Helichrysum interzonale Compton
- Helichrysum intricatum DC.
- Helichrysum involucratum Klatt
- Helichrysum involucratum F. Muell.
- Helichrysum isalense Humbert, 1923
- Helichrysum isolepis Bolus
- Helichrysum italicum (Roth) G. Don f.
  - Helichrysum italicum ssp. italicum
  - Helichrysum italicum var. pseudolitoreum Fiori
- Helichrysum itomampyense Humbert, 1938
- Helichrysum itremense Humbert, 1958

## J
- Helichrysum jeffreyanum Lisowski, 1986
- Helichrysum jijigaense Mesfin Tadesse & T. Reilly, 1995
- Helichrysum jubilatum Hilliard
- Helichrysum junodii Moeser, 1910

## K
- Helichrysum kalandanum Lisowski, 1956
- Helichrysum keilii Moeser, 1910
- Helichrysum kempei F. Muell.
- Helichrysum kilimanjari Oliv., 1887
- Helichrysum kirkii Oliv. & Hiern, 1873
  - Helichrysum kirkii var. kirkii
  - Helichrysum kirkii var. petersii Beentje, 2000
- Helichrysum kokanicum (Regel & Schmalh.) Krasch. & Gontsch., 1946
- Helichrysum kopetdagense Kirp.
- Helichrysum korongoni Beentje, 2000
- Helichrysum kotschyi Boiss., 1846
- Helichrysum kraussii Sch. Bip., 1844
- Helichrysum krebsianum Less.
- Helichrysum krookii Moeser, 1910
- Helichrysum kundelungense  S.Moore, 1925
- Helichrysum kuntzei (Kuntze) Moeser

## L
- Helichrysum laevigatum Markotter
- Helichrysum lambertianum DC.
- Helichrysum lamprocephalum Bolus
- Helichrysum lanatomarginatum Markotter
- Helichrysum lanatum Harv.
- Helichrysum lanatum DC.
- Helichrysum lancifolium (Thunb.) Thunb.
- Helichrysum laneum  S.Moore
- Helichrysum lanuginosum Humbert, 1923
- Helichrysum lasianthum Schltr. &   Moeser, 1910
- Helichrysum lastii Engl., 1892
- Helichrysum latifolium (Thunb.) Less., 1832
  - Helichrysum latifolium var. reticulatum Harv., 1865
- Helichrysum lavandulaefolium (Willd.) D. Don
- Helichrysum lavandulifolium Kunth, 1820 [1818]
- Helichrysum lavandulifolium Kunth, 1818
- Helichrysum lavanduloides DC., 1837
- Helichrysum lawalreeanum Lisowski, 1985
- Helichrysum lecomtei R. Vig. &   Humbert, 1914
- Helichrysum leimanthium Klatt, 1892
- Helichrysum leiopodium DC., 1838
- Helichrysum leiopodium var. denudatum Harv.
- Helichrysum leipoldtii Bolus
- Helichrysum lejolyanum Lisowski, 1986
- Helichrysum leontonyx DC., 1838
- Helichrysum lepidissimum  S.Moore, 1903
- Helichrysum lepidissimum var. flavidum Moeser
- Helichrysum lepidissimum var. lepidissimum
- Helichrysum lepidophyllum (Steetz) F. Muell. ex Benth., 1867
- Helichrysum lepidopodium Bolus
- Helichrysum lepidorhizum Moeser, 1910
- Helichrysum leptocephalum (DC.) Humbert, 1962
- Helichrysum leptolepis DC., 1837
- Helichrysum leptorhizum DC.
- Helichrysum leptothamnus Moeser, 1910
- Helichrysum lesliei Hilliard
- Helichrysum leucocladum Humbert, 1955
- Helichrysum leucophyllum Baker, 1890
- Helichrysum leucosphaerum Baker, 1885
- Helichrysum lindleyi H. Eichler
- Helichrysum lineare DC.
- Helichrysum lineare var. caespititium DC.
- Helichrysum lineare var. lineare
- Helichrysum lineatum Bolus
- Helichrysum lingulatum Hilliard
- Helichrysum litorale Bolus
- Helichrysum longifolium DC.
- Helichrysum longinquum Hilliard
- Helichrysum longiramum Moeser, 1910
- Helichrysum lucilioides Less.
- Helichrysum luzulaefolium DC., 1837
- Helichrysum luzulaefolium var. brevifolium Humbert, 1923
- Helichrysum luzulaefolium var. luzulaefolium
- Helichrysum lycopodioides Benth., 1878

## M
- Helichrysum madagascariense DC., 1837
- Helichrysum madagascariense var. dunense Humbert, 1923
- Helichrysum madagascariense var. madagascariense
- Helichrysum mahafaly Humbert, 1938
- Helichrysum malaisseanum Lisowski, 1986
- Helichrysum mandrarense Humbert, 1930
- Helichrysum mangorense Humbert, 1940
- Helichrysum mannii Hook. f., 1862
- Helichrysum manopappoides Humbert, 1923
- Helichrysum manopappum O.Hoffm.
- Helichrysum maracandicum N. Pop. ex Kirp.
- Helichrysum maranguense O.Hoffm., 1895
- Helichrysum margaritaceum (L.) Moench, 1794
- Helichrysum marginatum DC.
- Helichrysum mariepscopicum Hilliard
- Helichrysum marifolium DC.
- Helichrysum maritimum D. Don
- Helichrysum marlothianum O.Hoffm.
- Helichrysum marmarolepis  S.Moore
- Helichrysum marojejyense Humbert, 1955
- Helichrysum mauritianum A.J.Scott
- Helichrysum mechowianum Klatt, 1892
- Helichrysum mechowianum var. ceres ( S.Moore) Beentje, 2000
- Helichrysum mechowianum var. glandulosum
- Helichrysum mechowianum var. mechowianum
- Helichrysum mechowianum var. vernonioides (Wild) Beentje, 2000
- Helichrysum melaleucum Reichb. ex Holl
- Helichrysum melanacme DC.
- Helichrysum melitense
- Helichrysum metalasioides DC.
- Helichrysum meyeri-johannis Engl., 1892
- Helichrysum miconiifolium DC.
- Helichrysum microcephalum DC., 1837
- Helichrysum micropoides DC.
- Helichrysum mildbraedii Moeser, 1910
- Helichrysum milfordiae  Killick
- Helichrysum milleri Hilliard
- Helichrysum milne-redheadii Brenan, 1954
- Helichrysum mimetes  S.Moore
- Helichrysum minutiflorum Humbert, 1923
- Helichrysum mirabile Humbert, 1923
- Helichrysum mirabile var. compactum Humbert, 1923
- Helichrysum mirabile var. mirabile
- Helichrysum mixtum (Kuntze) Moeser
- Helichrysum mixtum var. grandiceps Hilliard
- Helichrysum mixtum var. mixtum
- Helichrysum Moeserianum Thell.
- Helichrysum molestum Hilliard
- Helichrysum molle DC.
- Helichrysum mollifolium Hilliard
- Helichrysum monogynum Burtt. & Sund
- Helichrysum montanum DC.
- Helichrysum montelinasanum Schmid
- Helichrysum montevidense Spreng., 1826
- Helichrysum monticola Hilliard
- Helichrysum montis-cati Hilliard
- Helichrysum montosicolum  Gand., 1918
- Helichrysum mucronatum Less.
- Helichrysum multirosulatum O.Hoffm. & Muschl.
- Helichrysum mundtii Harv.
- Helichrysum mussae Nevski
- Helichrysum mutabile Hilliard
- Helichrysum mutisiaefolium Less., 1831
- Helichrysum mutisiaefolium var. megalocephalum Humbert, 1959
- Helichrysum mutisiaefolium var. mutisiaefolium
- Helichrysum myriocephalum Humbert, 1923

## N
- Helichrysum namaquense Schltr. &   Moeser, 1910
- Helichrysum nandense  S.Moore
- Helichrysum nanum Klatt, 1896
- Helichrysum nanum Baker, 1898
- Helichrysum natalitium DC., 1837
- Helichrysum nebrodense Heldr.
- Helichrysum neoachyroclinoides Humbert, 1948
- Helichrysum neoachyroclinoides subvar. incanum Humbert, 1955
- Helichrysum neoachyroclinoides subvar. Macrocephalum Humbert, 1955
- Helichrysum neoachyroclinoides var. neoachyroclinoides
- Helichrysum neoachyroclinoides var. tsaratananae Humbert, 1948
- Helichrysum neocaledonicum Schltr., 1906
- Helichrysum neoisalense Humbert, 1948
- Helichrysum nepalense Spreng., 1826
- Helichrysum nervicinctum Humbert, 1938
- Helichrysum nervicinctum ssp. altijejyanum Humbert, 1955
- Helichrysum nervicinctum var. crotonifolium Humbert, 1938
- Helichrysum nervicinctum ssp. megistocephalum Humbert, 1955
- Helichrysum nervicinctum ssp. nervicinctum
- Helichrysum newii Oliv. & Hiern, 1877
- Helichrysum nimbicola Hilliard
- Helichrysum nitens Oliv. & Hiern, 1877
- Helichrysum nitens ssp. angustifolium Lisowski, 1985
- Helichrysum nitens ssp. nitens
- Helichrysum nitens ssp. robynsii (De Wild.) Lisowski, 1989
- Helichrysum niveum (L.) Less.
- Helichrysum niveum (non (l.)) Less.
- Helichrysum nogaicum Tzvelev, 1993 [1994]
- Helichrysum nudifolium (L.) Less., 1832
- Helichrysum nudifolium var. leiopodium (DC.) Moeser, 1910
- Helichrysum nudifolium var. nudifolium
- Helichrysum nudifolium var. obovatum Harv.
- Helichrysum nudifolium var. oxyphyllum (L. f.) Beentje, 2000
- Helichrysum nudifolium var. pilosellum (L. f.) Beentje, 2000
- Helichrysum nudifolium var. quinquenerve (Thunb.) Moeser
- Helichrysum nummularium Moeser
- Helichrysum nuratavicum Krasch.
- Helichrysum nyasicum Baker, 1898

## O
- Helichrysum obconicum DC., 1837
- Helichrysum obcordatum (DC.) Benth.
- Helichrysum obcordatum var. majus Benth.
- Helichrysum obductum Bolus
- Helichrysum obductum var. laxior Bolus
- Helichrysum obductum var. obductum
- Helichrysum obovatum DC.
- Helichrysum obtusum (S.Moore) Moeser
- Helichrysum obtusum var. microphyllum Merxm. & Schreiber
- Helichrysum obtusum var. namibense Merxm. & Schreiber
- Helichrysum obtusum var. obtusum
- Helichrysum obvallatum DC.
- Helichrysum occidentale Burb.
- Helichrysum ochraceum Klatt, 1892
- Helichrysum odoratissimum (L.) Sweet, 1826
- Helichrysum odoratissimum (L.) Less., 1832
- Helichrysum odoratissimum var. odoratissimum
- Helichrysum odoratissimum var. scabrum Moeser, 1910
- Helichrysum ogadense Mesfin, 1993
- Helichrysum oligopappum Bolus, 1907
- Helichrysum onivense Humbert, 1941
- Helichrysum opacum Klatt
- Helichrysum oreophilum Dinter
- Helichrysum oreophilum Klatt
- Helichrysum orientale (L.) Gaertner
- Helichrysum orothamnus Humbert, 1941
- Helichrysum outeniquense Hilliard
- Helichrysum oxybelium DC.
- Helichrysum oxyphyllum DC.

## P
- Helichrysum pachyrhizum Harv.

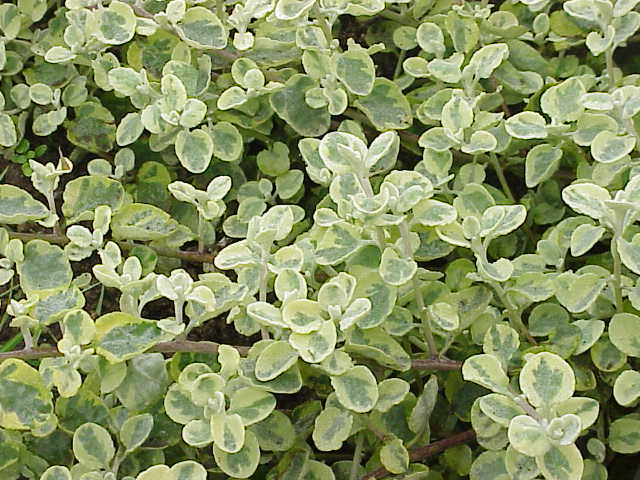
Helichrysum petiolare

  - Helichrysum pachyrhizum var. pachyrhizum
- Helichrysum pachyrhizum var. thunbergii Harv.
- Helichrysum pagophilum M.D. Henderson
- Helichrysum paleatum Hilliard
- Helichrysum pallasii (Spreng.) Ledeb.
- Helichrysum pallidum DC.
- Helichrysum palustre Hilliard
- Helichrysum panduratum O.Hoffm., 1901
  - Helichrysum panduratum var. panduratum
  - Helichrysum panduratum var. transvaalense Moeser
- Helichrysum pandurifolium Schrank
- Helichrysum paniculatum (L.) Willd.
- Helichrysum pannosum DC.
- Helichrysum papillosum Labill.
- Helichrysum paronychioides DC.
- Helichrysum parviflorum (Lam.) DC.
- Helichrysum parvifolium Yeo
- Helichrysum patulifolium Baker
- Helichrysum patulum (L.) D. Don, 1825
- Helichrysum patulum Baker, 1883
- Helichrysum pedunculare (auctt. non (l.)) DC.
- Helichrysum pedunculare (L.) DC. (?)
  - Helichrysum pedunculare var. pilosellum (L. f.) Harv.
- Helichrysum pedunculatum Hilliard & Burtt
- Helichrysum pendulum C.Presl
- Helichrysum pentzioides Less.
- Helichrysum perlanigerum Gamble, 1920
- Helichrysum perrieri Humbert, 1923
- Helichrysum petersii Oliv. & Hiern, 1877
  - Helichrysum petersii var. petersii
- Helichrysum petersii var. subglabrum De Wild., 1929
- Helichrysum petiolare Hilliard & B.L. Burtt, 1973
- Helichrysum petiolatum D. Don, 1824
- Helichrysum petraeum Hilliard
- Helichrysum phylicaefolium DC., 1837

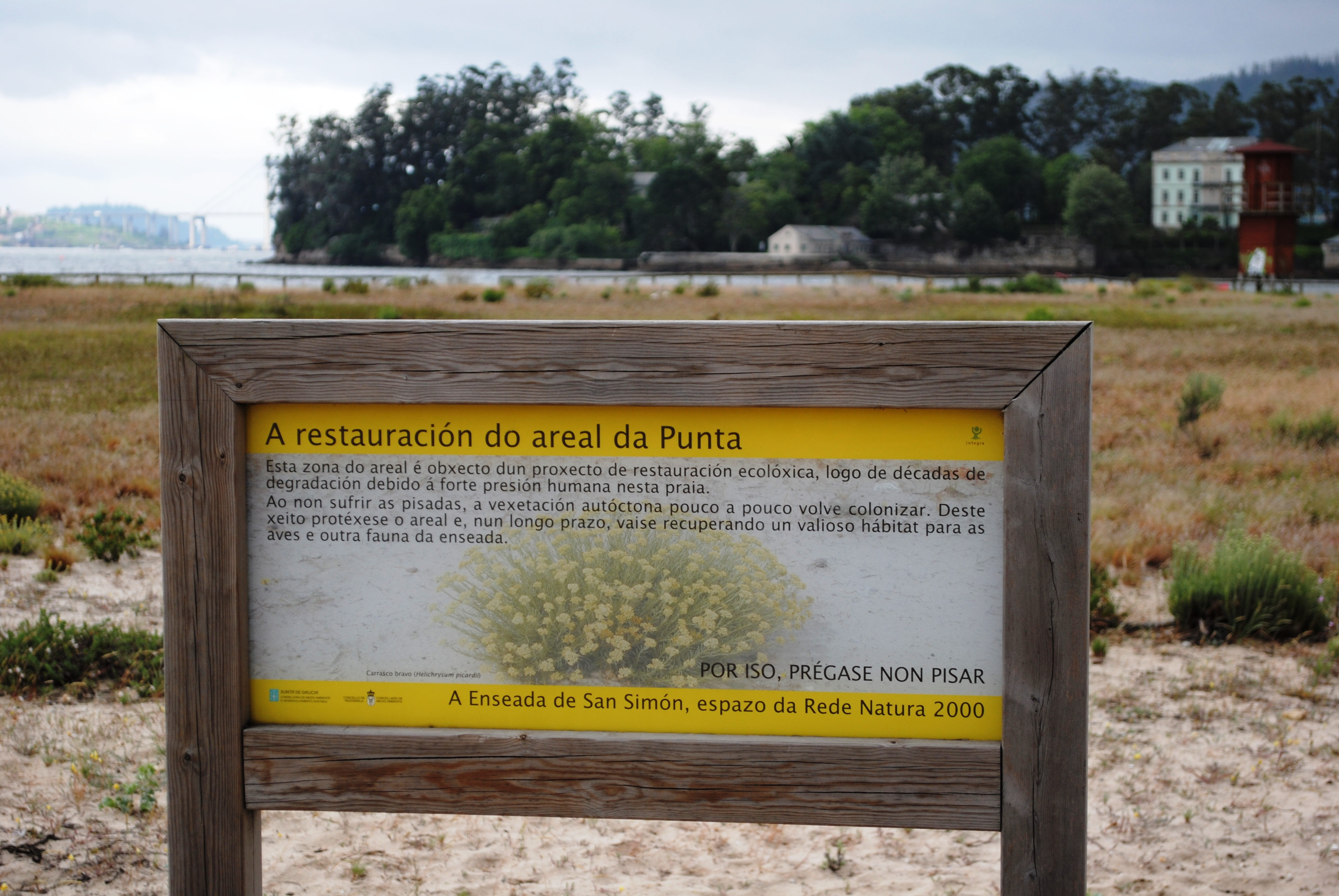

- Helichrysum picardii Boiss. & Reuter
  - Helichrysum picardii var. picardii
  - Helichrysum picardii ssp. virescens (Valdés Berm. ) Rivas Mart., 1988
  - Helichrysum picardii var. virescens Valdés Berm.
- Helichrysum pilosellum (L. f.) Less., 1832
- Helichrysum pinifolium (Lam.) Schrank
- Helichrysum plantaginifolium O.Hoffm. ex Moeser
- Helichrysum plantago DC., 1837
- Helichrysum platycephalum Baker, 1886(1887)
- Helichrysum platypterum DC.
- Helichrysum plebeium DC.
- Helichrysum plicatum DC.
  - Helichrysum plicatum ssp. isauricum G. Parolly, 1995
  - Helichrysum plicatum ssp. polyphyllum (Ledeb.) P. H. Davis & Kupicha
- Helichrysum plumeum Allan
- Helichrysum podolepideum F. Muell.
- Helichrysum polhillianum Lisowski, 1986
- Helichrysum polycladum Klatt, 1896
- Helichrysum polylepis Bordz. ex Grossh.
- Helichrysum polyphyllum Conrath
- Helichrysum pondoense Schltr.
- Helichrysum populifolium DC.
- Helichrysum praecinctum Klatt
- Helichrysum praecurrens Hilliard
- Helichrysum pseudoanaxeton Humbert, 1955
- Helichrysum pseudolitoreum (Fiori) Brullo, 1989
- Helichrysum psiadifolium Mesfin Tadesse & T. Reilly, 1995
- Helichrysum psilolepis Harv.
- Helichrysum psilophyllum Meyen & Walp.
- Helichrysum pulchellum DC.
- Helichrysum pullulum Burtt Davy
- Helichrysum pulvinatum O.Hoffm. ex Kuntze
- Helichrysum pumilio (O. Hoffm.) Hilliard & Burtt
  - Helichrysum pumilio ssp. fleckii (S.Moore) Hilliard
  - Helichrysum pumilio ssp. pumilio
- Helichrysum puteale S.Moore

## Q
- Helichrysum qathlambanum Hilliard
- Helichrysum quartinianum A. Rich., 1847
- Helichrysum quinquenerve (Thunb.) Less.

## R
- Helichrysum ramosum DC.
- Helichrysum randii  S.Moore, 1903

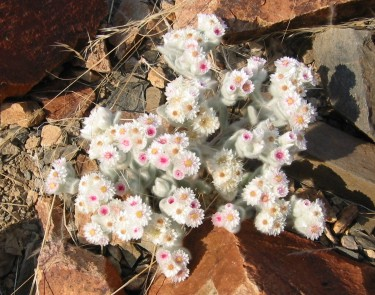
Helichrysum roseo-niveum

- Helichrysum rangei Moeser ex Dinter
- Helichrysum recurvatum(L. f.) Thunb.
- Helichrysum reflexum N.E. Br.
- Helichrysum refractum Hilliard
- Helichrysum retortoider N.E. Br.
- Helichrysum retortum (L.) Willd.
- Helichrysum retortum var. minus DC.
- Helichrysum retortum var. retortum
- Helichrysum retrorsum DC., 1837
- Helichrysum retrorsum var. empetroides (Humbert) Humbert, 1962
- Helichrysum retrorsum var. macrocephalum Humbert, 1941
- Helichrysum retrorsum var. retrorsum
- Helichrysum retrorsum var. subulatum Humbert, 1941
- Helichrysum retusum Spreng., 1826
- Helichrysum revolutum (Thunb.) Less.
- Helichrysum rhodolepis Baker, 1898
- Helichrysum riparium Brenan, 1954
- Helichrysum robbrechtianum Lisowski, 1986
- Helichrysum robynsii De Wild., 1929
- Helichrysum rogersianum J. H. Willis
- Helichrysum rogersii  S.Moore
- Helichrysum roseo-niveum Marloth & O.Hoffm.
- Helichrysum roseum (Berg.) Less.
- Helichrysum rosmarinifolium (Labill.) Less.
- Helichrysum rosum (Berg.) Less., 1832
- Helichrysum rosum var. arcuatum Hilliard
- Helichrysum rosum var. concolorum (DC.) Moeser
- Helichrysum rosum var. rosum
- Helichrysum rotundatum Harv.
- Helichrysum rotundifolium sensu Moeser
- Helichrysum rotundifolium (Thunb.) Less.
- Helichrysum ruandense Lisowski, 1989
- Helichrysum rubellum (Thunb.) Less.
- Helichrysum rubellum var. incarnatum (DC.) Harv.
- Helichrysum rubellum var. rubellum
- Helichrysum rubicundum (C. Koch) Bornm.
- Helichrysum ruderale Hilliard & Burtt
- Helichrysum rudolfii Hilliard
- Helichrysum rugulosum Less.
- Helichrysum rupestre (Raf.) DC., 1838
- Helichrysum rusillonii Hochr., 1908
- Helichrysum rusillonii var. cuneatum Humbert, 1923
- Helichrysum rutilans (auctt. non (l.)) D. Don
- Helichrysum rutilans (L.) D. Don

## S
- Helichrysum saboureaui Humbert, 1959
- Helichrysum salicifolium Bertol., 1840
- Helichrysum salviifolium Humbert, 1931
- Helichrysum salviifolium ssp. amboaboryense Humbert, 1940
- Helichrysum salviifolium var. salviifolium
- Helichrysum salviifolium var. subpalmatinerve Humbert, 1962
- Helichrysum sambiranense Humbert, 1948
- Helichrysum sarcolaenifolium Humbert, 1938
- Helichrysum sarmentosum O.Hoffm., 1895
- Helichrysum saxatile Moris
- Helichrysum saxicola Hilliard
- Helichrysum scabrum Less.
- Helichrysum scabrum var. microphyllum (DC.) Harv.
- Helichrysum scabrum var. scaberrimum Harv.
- Helichrysum scabrum var. scabrum
- Helichrysum scandens Guss.
- Helichrysum scapiforme Moeser
- Helichrysum schimperi (Sch. Bip. ex A. Rich.) Moeser, 1910
- Helichrysum schlechteri Bolus
- Helichrysum scitulum Hilliard & Burtt
- Helichrysum scleranthoides  S.Moore
- Helichrysum sclerochlaenum (Sch. Bip. ex Schweinf.) Sch. Bip. ex Moeser, 1910
- Helichrysum scopulosum M.D. Hend., 1954
- Helichrysum scorpioides Labill., 1806
- Helichrysum secundiflorum Wakef.
- Helichrysum seineri Moeser, 1910
- Helichrysum selaginifolium (DC.) R. Vig. &   Humbert, 1914
- Helichrysum semicalvum F. Muell.
- Helichrysum serpyllifolium (Lam.) Pers., 1807
- Helichrysum serpyllifolium (Bergius) Less., 1832
- Helichrysum serpyllifolium . orbiculare (Thunb.) DC., 1838
- Helichrysum serpyllifolium var. polifolium (Thunb.) DC.
- Helichrysum sesamoides (L.) Willd.
- Helichrysum sesamoides var. fasciculatum (Andr.) Harv.
- Helichrysum sesamoides var. filiforme (D. Don) Harv.
- Helichrysum sesamoides var. heterophyllum Harv.
- Helichrysum sesamoides var. sesamoides
- Helichrysum sesamoides var. willdenowii Harv.
- Helichrysum sessile DC.
- Helichrysum sessilioides Hilliard
- Helichrysum setigerum Bolus
- Helichrysum setigerum var. minor Bolus
- Helichrysum setigerum var. setigerum
- Helichrysum setosum Harv., 1865
- Helichrysum sibthorpii Rouy
- Helichrysum silicicolum Compton
- Helichrysum silvaticum Hilliard
- Helichrysum simii Bolus
- Helichrysum simillimum DC.
- Helichrysum simulans Harv. & Sond.
- Helichrysum solitarium Hilliard
- Helichrysum sordescens DC.
- Helichrysum sordidum Humbert, 1923
- Helichrysum sordidum  S.Moore
- Helichrysum sosnowskyi Grossh.
- Helichrysum spathulatum Moeser
- Helichrysum sphaeroideum Moeser, 1910
- Helichrysum spiciforme DC.
- Helichrysum spiciforme ssp. amboense (Schinz) Merxm.
- Helichrysum spiciforme var. amboense (Schinz) Moeser
- Helichrysum spiciforme var. spiciforme
- Helichrysum spiralepis Hilliard & Burtt
- Helichrysum splendidum (Thunb.) Less., 1832
- Helichrysum splendidum var. basuticum Phill.
- Helichrysum splendidum var. montanum (DC.) Harv.
- Helichrysum splendidum var. splendidum
- Helichrysum spodiophyllum Hilliard & Burtt
- Helichrysum squamosifolium  S.Moore, 1913
- Helichrysum squamosum (auctt. non (jacq.)) Thunb.
- Helichrysum squamosum (Jacq.) Thunb.
- Helichrysum squarrosum Baker, 1883
- Helichrysum steetzii (Vatke) O.Hoffm.
- Helichrysum stellatum (L.) Less., 1832
- Helichrysum stellatum var. globiferum Harv.
- Helichrysum stellatum var. stellatum
- Helichrysum stenocephalum Humbert, 1923
- Helichrysum stenoclinoides (Baker) Humbert, 1923
- Helichrysum stenopterum DC., 1837
- Helichrysum steudelii Sch. Bip. ex A. Rich., 1848
- Helichrysum stilpnocephalum Humbert, 1923
- Helichrysum stilpnocephalum var. ivohibeense Humbert, 1948
- Helichrysum stilpnocephalum var. stilpnocephalum
- Helichrysum stirlingii F. Muell.
- Helichrysum stoechas (L.) DC.
- Helichrysum stoechas (L.) Moench, 1794
- Helichrysum stoloniferum (L. f.) Willd.
- Helichrysum stoloniferum D. Don, 1825
- Helichrysum striatum (Thunb.) Thunb.
- Helichrysum strictum (Lam.) Druce
- Helichrysum stuhlmannii O.Hoffm.
- Helichrysum subfalcatum Hilliard
- Helichrysum subglobosum Humbert, 1923
- Helichrysum subglomeratum Less., 1832
- Helichrysum subglomeratum var. imbricatum DC.
- Helichrysum subglomeratum var. lingulatum Harv.
- Helichrysum subglomeratum var. subglomeratum
- Helichrysum subluteum Burtt Davy
- Helichrysum subulifolium Harv.
- Helichrysum subumbellatum Humbert, 1923
- Helichrysum sulphureofuscum Baker, 1898
- Helichrysum summo-montanum Verdoorn
- Helichrysum sutherlandii Harv.
- Helichrysum sutherlandii var. semiglabrum N.E. Br.
- Helichrysum sutherlandii var. sutherlandii
- Helichrysum swartbergense Bolus
- Helichrysum swynnertonii  S.Moore
- Helichrysum symoensianum Lisowski, 1986
- Helichrysum syncephaloides Humbert, 1930
- Helichrysum syncephalum Baker

## T
- Helichrysum taenari Rothm., 1944
- Helichrysum tanacetiflorum Baker, 1883
- Helichrysum tardieuae Humbert, 1955
- Helichrysum tenax M.D. Hend., 1954
- Helichrysum tenax var. pallidum Hilliard & Burtt
- Helichrysum tenax var. tenax
- Helichrysum tenue Humbert, 1923
- Helichrysum tenuiculum sensu Hilliard non DC.
- Helichrysum tenuiculum DC.
- Helichrysum tenuifolium  Killick, 1954
- Helichrysum teretifolium (L.) D. Don
- Helichrysum teretifolium var. natalense Harv.
- Helichrysum teretifolium var. teretifolium
- Helichrysum tesselatum Maiden & Baker
- Helichrysum thapsus (Kuntze) Moeser
- Helichrysum theresae Lisowski, 1986
- Helichrysum thianschanicum Regel, 1880
- Helichrysum thianschnicum var. aureum O. Fedtsch. & B. Fedtsch., 1911
- Helichrysum thomsonii F. Muell.
- Helichrysum thorbeckei Moeser, 1910
- Helichrysum tillandsiifolium O.Hoffm., 1901
- Helichrysum tinctum (Thunb.) Hilliard & Burtt
- Helichrysum tomentosulum (Klatt) Merxm.
- Helichrysum tomentosulum ssp. aromaticum (Dinter) Merxm.
- Helichrysum tomentosulum ssp. tomentosulum
- Helichrysum tomentosum Humbert, 1923
- Helichrysum tongense Hilliard
- Helichrysum translucidum Humbert, 1923
- Helichrysum transmontanum Hilliard
- Helichrysum transvalense Staner
- Helichrysum traversii Chiov., 1911
- Helichrysum tricostatum (Thunb.) Less.
- Helichrysum trilineatum DC.
- Helichrysum trinervatum Baker, 1883
- Helichrysum triplinerve DC., 1837
- Helichrysum truncatum Burtt Davy
- Helichrysum tuckeri F. Muell. ex Willis
- Helichrysum tysonii Hilliard

## U
- Helichrysum uhligii Moeser, 1910
- Helichrysum umbellatum (Turcz.) Harv.
- Helichrysum umbraculigerum Less., 1832
- Helichrysum undatum Less.
- Helichrysum undatum var. agrostophilum (Klatt) Moeser
- Helichrysum undatum var. pallidum (DC.) Harv.
- Helichrysum undatum var. undatum
- Helichrysum undulatum Ledeb.
- Helichrysum undulatum ssp. rubicundum (C. Koch) Takht.
- Helichrysum undulifolium Hutch. & Burtt, 1932
- Helichrysum uninervium Burtt Davy

## V
- Helichrysum vagans White
- Helichrysum vaginatum Humbert, 1930
- Helichrysum variegatum Thunb.
- Helichrysum velatum Moeser, 1910
- Helichrysum vellereum R.A. Dyer
- Helichrysum verbascifolium S.Moore, 1906
- Helichrysum vernonioides Wild, 1983
- Helichrysum vernum Hilliard
- Helichrysum versicolor O.Hoffm. & Muschl.
- Helichrysum vestitum (L.) Willd., 1903
- Helichrysum viguieri Humbert, 1923
- Helichrysum virgatum Willd.
- Helichrysum viscidissimum Hutch.
  - Helichrysum viscidissimum var. viscidissimum
  - Helichrysum viscidissimum var. volkii Merxm.
- Helichrysum viscosum Sieb. ex DC.
- Helichrysum vohimavense Humbert, 1947

## W
- Helichrysum whitei Burb.
- Helichrysum whyteanum Britten
- Helichrysum wilmsii Moeser, 1910
- Helichrysum witbergense Bolus
- Helichrysum wittei O.Hoffm.
- Helichrysum woodii N.E. Br.

## X
- Helichrysum xerochrysum DC.
- Helichrysum xylocladum Baker, 1885

## Y
- Helichrysum yuccaefolium Lam. sec. A. P. de Candolle, 1837

## Z
- Helichrysum zairense Lisowski, 1986
- Helichrysum zeyheri Less., 1832
- Helichrysum zeyheri var. burchellii (DC.) Harv.
- Helichrysum zeyheri var. intermedium (DC.) Harv.
- Helichrysum zombense Moeser, 1910
- Helichrysum zwartbergense Bolus